# Digimon Adventure: Anode/Cathode Tamer
Digimon: Anode/Cathode Tamer est l'un des deux jeux de la franchise Digimon commercialisé pour console WonderSwan (et l'un des très rare jeux WonderSwan Color) disponibles en anglais. Il combine deux jeux, Digimon Adventure: Anode Tamer et Digimon Adventure: Cathode Tamer, en un seul. Le jeu a été distribué par Bandai (localisé en Asie) et a principalement été commercialisé à Hong Kong et probablement dans d'autres pays asiatiques.

## Scénario
Ryo est un jeune digisauveur. Il vit avec ses parents dans une confortable maison. Le 31 décembre 1999, alors qu'il discutait en ligne sur Internet, une coupure de courant survient et la mère de Ryo lui demande d'aller vérifier le disjoncteur. Avant même qu'il ne s'exécute, cependant, une voix émane de son ordinateur et lui montre une machine qu'il n'avait jamais vue auparavant. La voix lui demande de toucher cette machine et Ryo, d'une manière naïve, s'exécute.
Peu après, il se retrouve né-à-né avec Agumon, le partenaire digimon de Tai. Agumon explique à Ryo qu'il a été invoqué pour combattre un digimon maléfique nommé Millenniummon, qui a capturé les digisauveurs et qui a remonté le temps pour faire renaître les digimon maléfique qu'ils avaient précédemment vaincus, Devimon et Myotismon. Ryo a du mal à croire tout ce qui se passe et pense que c'est un cauchemar.
Il réalise rapidement qu'il est obligé d'aider, cependant, et commence sa quête pour libérer les digisauveurs et tuer Millenniumon. Lors de sa quête, Ryo fait connaissance avec les alliés des digisauveurs incluant Leomon, Andromon, Piximon et bien d'autres. Il rencontre également les anciens digimon tués par les sauveurs à commencer par Devimon, après Etemon, Myotismon et le maître de l'ombre Piedmon avant de se retrouver face à Milleniumon. Après le combat, Ryo et ses camarades digimon tuent l'antagoniste final et parviennent à libérer Tai, le dernier digisauveur retenu prisonnier. Cette tâche accomplie, Ryo fait ses adieux à ses nouveaux amis avant de repartir chez lui ; ces parents remarquent d'ailleurs qu'il a grandi.

## Accueil
Les utilisateurs de MobyGames attribuent un 3,3 sur 5 au jeu et notent la qualité des graphismes d'un 5 sur cinq en date d'avril 2012.